# オランダ・インドネシア円卓会議
オランダ・インドネシア円卓会議（オランダ・インドネシアえんたくかいぎ、オランダ語:Nederlands-Indonesische rondetafelconferentie 、インドネシア語:Konferensi Meja Bundar）は、1949年8月23日から11月2日までオランダのハーグで開催された会議である。オランダ王国、インドネシア共和国、およびオランダがインドネシア群島に設立した国家の指導者で構成される連邦協議会の代表が参加し、オランダ領東インドの主権の移譲について話し合われた。
この会議の以前に、オランダとインドネシアの間では、1947年のリンガジャティ協定、1948年のレンヴィル協定、1949年のルム＝ファン・ロイエン協定という3回のハイレベル会議が行われていた。会議最終日の11月2日に署名されたハーグ協定により、オランダ領東インドの主権はインドネシア連邦共和国に移譲されることとなった。

## 背景
16世紀末に東南アジア島嶼部に到達したオランダは、20世紀までこの地を植民地（オランダ領東インド）として統治した。1942年1月、日本軍がオランダ領東インドに侵攻し（蘭印作戦）、オランダ植民地政府を追放した。日本の降伏が発表された2日後の1945年8月17日、スカルノらインドネシアの民族主義者たちがインドネシアの独立を宣言した。オランダ政府は、スカルノらインドネシアの指導者が日本による統治に協力していたと考え、インドネシアを再度統治することを決定した。オランダとインドネシアの対立は、戦争に発展した。
1946年半ば、国際社会から戦争の双方の当事者に対して、戦争を中止して交渉を行うよう圧力がかけられた。オランダは7月にスラウェシ島でマリノ会議を開催し、自国の影響力を残すためにインドネシア連邦を設立させた。11月、オランダとインドネシアはリンガジャティ協定を結び、オランダがインドネシア共和国によるジャワ島、スマトラ島、マドゥラ島の統治を認め、インドネシア共和国をインドネシア連邦の構成国とすることで合意した。
1947年7月と1948年12月にオランダはインドネシア共和国の支配する領土に侵攻して、インドネシア共和国の指導者を拘留、占領した土地にオランダの傀儡国家を設置した。これらの傀儡国家の代表により、連邦協議会が設立された。1949年1月28日、国連安全保障理事会は決議67を採択し、オランダ軍によるインドネシア共和国への攻撃の中止とインドネシア共和国の復活、および平和的解決のための交渉の再開を求めた。5月7日のルム＝ファン・ロイエン協定で安保理決議に従うことが合意された。交渉を行ったインドネシア外相のモハマッド・ルムは、オランダに捕らえられバンカ島に流されているインドネシア共和国の指導者もオランダとの交渉に参加すると述べた。スカルノらインドネシア共和国の指導者が半年以上の拘留から解放され、7月6日に臨時首都のジョグジャカルタに戻った。7月31日から8月2日まで、将来のインドネシア連邦共和国を構成する各国の代表者がジョグジャカルタに集まり、意見を統一するための会議が行われた。代表者たちは、インドネシア連邦共和国の憲法の基本原則と概要について合意した。
ジャカルタの国連インドネシア委員会による予備的な議論により、オランダとインドネシアとの交渉は、オランダのハーグで円卓会議形式により行われることが決定した。

## 会議

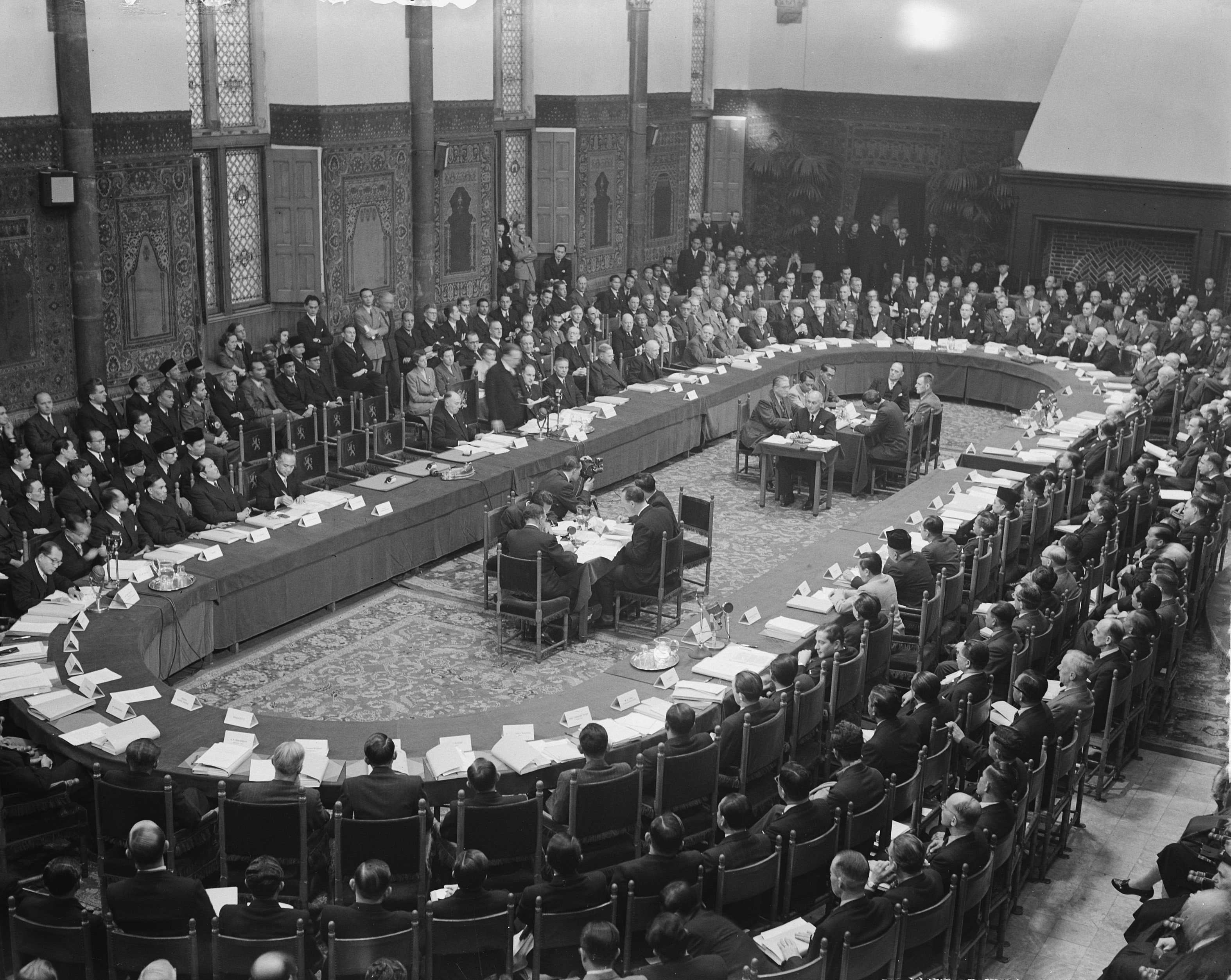
会議の様子（ビネンホフ）

会議は、国連インドネシア委員会の支援を受けて1949年8月23日から11月2日までハーグで行われた。オランダ、インドネシア共和国、連邦協議会の各代表団は、主権移譲憲章、連合規約、憲法草案、経済協定、社会・軍事に関する協定などの多くの事項で合意した。
会議では「オランダ・インドネシア連合」の設立が決定された。この連合は、常設の事務局を持つ協議機関であり、法的紛争の解決のための仲裁裁判所を設置し、毎年2回以上の閣僚会議を開催し、オランダ国王（当時は女王）が象徴的にその長となる。
オランダが軍を可能な限り速やかにインドネシアから撤退させることや、インドネシア連邦共和国がオランダに対し最恵国待遇を与えることなどでも合意した。また、オランダによるインドネシアへの投資を保全し、オランダ人や企業に対する差別を行わないこと、オランダ領東インドが締結した貿易協定を連邦共和国が引き継ぐことなども合意した。しかし、オランダ植民地政府が負った債務と、西ニューギニアの地位をめぐっては意見が対立した。
オランダ植民地政府の債務をめぐる交渉は、1942年の日本によるインドネシア占領より後にオランダがインドネシアに関して負担した債務についてインドネシア側が負担すべきかどうかの議論が長引いた。インドネシア側は、オランダが自国に対して行った軍事行動の費用をインドネシアが負担するのはおかしいと主張した。しかし、国連インドネシア委員会のメンバーであるアメリカの介入により、主権移譲の代償としてオランダの債務の一部を引き受けることを了承した。10月24日、インドネシア代表団は、オランダ植民地政府の債務約45億ギルダーを引き受けることで合意した。
オランダが植民地としている西ニューギニア（オランダ領ニューギニア）をインドネシアに含めるかどうかについての協議は膠着状態となった。インドネシア側は、この地域のオランダ領は全てインドネシアに含めるべきだと主張した。オランダ側は、西ニューギニアはインドネシアとの民族的なつながりがないと主張した。オランダの世論は、西ニューギニアのインドネシアへの譲渡を支持していた。しかし、オランダの内閣は、西ニューギニアの主権譲渡まで含めると議会の承認を得られなくなることを懸念していた。最終的に、11月1日未明になって、西ニューギニアの地位は主権移譲後1年以内にインドネシア連邦共和国とオランダの間で再交渉して決定するという妥協案が出された。11月2日にハーグ協定に署名し、会議は閉会した。

## その後
オランダ議会（スターテン・ヘネラール）で協定についての協議が行われ、1949年12月21日に上下両院で3分の2以上の賛成を得て批准された。インドネシア議会（中央インドネシア国民評議会）では、オランダの債務の引受けや、西ニューギニアの地位が未解決であることなどが批判されたが、12月14日に協定を批准した。12月27日、協定が発効し、主権はインドネシア連邦共和国に移譲された。
1. オランダ王国は、インドネシアにおける完全な主権を、無条件かつ取消不能でインドネシア連邦共和国に譲渡し、従ってインドネシア連邦共和国を独立した主権国家として承認する[19]。
2. インドネシア連邦共和国は、その憲法の規定に基づき、この主権を受け入れる。オランダ王国は、この憲法案を通知されている[19]。

西ニューギニアの地位については未解決のまま、12年間の西ニューギニア紛争に発展した。再交渉の期限である1950年、インドネシア連邦共和国の全ての構成国がインドネシア共和国に合流し、連邦共和国は消滅したが、オランダ側はこれを、西ニューギニアの地位について交渉しないための口実であり、円卓会議での合意を反故にするものだと非難した。これに対してインドネシアは、国内にあるオランダの企業や資産を国有化し、1956年4月21日に国会で協定を取り消し、債務の支払いを停止した。それまでに支払った債務は38億ギルダーであり、6億ギルダーが未払いだった。1962年のニューヨーク合意により紛争が解決した後、インドネシアは残りの6億2千万ギルダーの支払いを再開した。1965年までに36回の支払い（金額は不明）を行った。残りは1976年から年利1%で30回に分けて支払われ、2002年に完済した。